# 日本学園中学校・高等学校
日本学園中学校・高等学校（にほんがくえん―） は、東京都世田谷区松原に所在し、中高一貫教育を提供する私立中学校・高等学校。
高等学校において、中学校から入学した内部進学の生徒と高等学校から入学した外部進学の生徒との間で、混合してクラスを編成する併設混合型中高一貫校。
2026年4月1日より、校名を明治大学付属世田谷中学校・高等学校へ改称して明治大学の系列校となり、同時に男子校から共学校へ変更されることが決定している。

## 概要
杉浦重剛、増島六一郎、宮崎道正らが、共に国粋運動の政教社の同人であった千頭清臣、谷田部梅吉、松下丈吉らに要請され、1885年（明治18年）、東京府神田区神田錦町に東大予備門の進学予備校として「東京英語学校」を開設する。杉浦を創立者に初代学校長を増島が務めた。

## 沿革

### 略歴
1885年（明治18年）創立の東京英語学校が前身に当たる。創立者は杉浦重剛、初代学校長は増島六一郎であった。同じ敷地の門を挟んだ所に、増島が同年月日に設置を願い出た英吉利法律学校（のちの中央大学）があり校舎も共有した。当初は、共立学校（現：開成中・高）や成立学舎などを抑えて第一高等中学校（帝国大学予科、のちの一高）への進学者数トップ校として知られていた。
1891年（明治24年）の中学校令一部改正に合わせ、校名を「尋常中学私立日本中学校」として進学予備校から尋常中学校となるが、同中学校令改正による官公立尋常中学の設立要件緩和の影響により、私立校は軒並み生徒が集まらなくなった。その後火災で校舎を焼失し、翌1892年（明治25年）、半蔵門近傍の東京府東京市麹町区山元町で再建する。この頃、中村正直の死にあたり同人社を引き取る形で吸収する。
1899年（明治32年）、「日本中学校」と改称。1936年（昭和11年）に現在の世田谷区松原へ移転、戦後に現在の日本学園中学校・高等学校となった。
杉浦は、欧化一辺倒に流れる中でも伝統の創造的継承を基本課題とし、官学を越える国威発揚を教育目標とした。他方で上級学校への進学にも適応し、明治半ばから後半にかけて一高進学者数が獨逸学協会（現：獨協中・高）や東京府立第一中学校（現：都立日比谷高）などと並び常に上位に位置していたという進学名門校であった。
ただ、その当時のどの私学にも見られたように資金面で苦慮し、また
國學院や哲学館など同種の性格の伝統派の大学がそうであったように近代化の過程で教育面における国威発揚や伝統の創造的継承にも成功してきたとはいえず、明治後半以降から徐徐に上級学校への進学力も落としていくこととなる。
日本大学とは無関係だが、中央大学とは設立経緯や当初は東京英語学校から英吉利法律学校へ無試験入学が許可されたように交流があった。
2007年度から、高等学校に「特別進学コース」を設置する。翌2008年度から柔道講道学舎の塾生を中学校・高等学校ともに受け入れを開始した。（なお、明治大学付属世田谷中学・高等学校では、コース制は廃止となる。）
2012年3月、明治大学と高大連携協定を締結する。2021年12月、学校法人明治大学と以下の基本合意を締結する。「2026年4月1日から明治大学の系列校として校名を「明治大学付属世田谷中学校・高等学校」へ改称して共学校となり、2029年度から明治大学へ付属高推薦入試で入学可能とする」。

### 年表

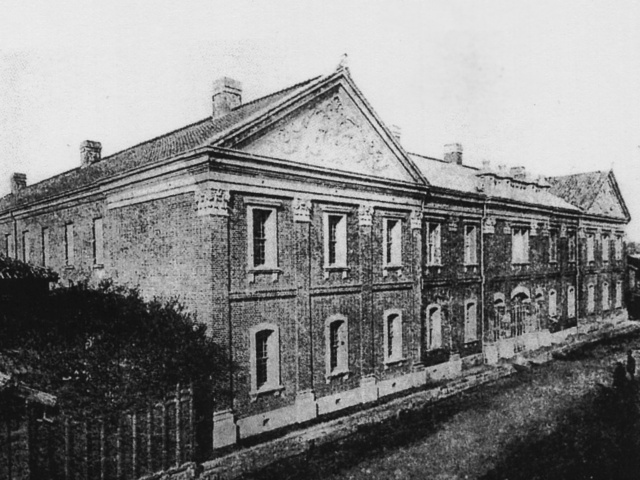
東京英語学校（神田錦町）

- 1885年 - 東京英語学校として東京府神田区神田錦町（現在の東京都千代田区神田錦町）に設立
- 1892年 - 尋常中学私立日本中学校に改称
- 1899年 - 日本中学校に改称
- 1916年 - 東京府豊多摩郡淀橋町（現在の東京都新宿区西新宿）に移転
- 1936年 - 現在地に移転
- 1948年 - 終戦後の学制改革により、現在の校名に改称
- 1956年 - 中学校の募集を停止
- 1989年 - 中学校の募集を再開
- 2007年 - 高等学校に「特別進学コース」を設置
- 2008年 - 柔道講道学舎の塾生を中学校・高等学校ともに受け入れ開始
- 2012年 - 明治大学と高大連携協定を締結
- 2026年 - 明治大学付属世田谷中学校・高等学校に改称。男子校から共学校へ変更
- 2029年 - 明治大学への付属推薦入試を開始

## 校舎
世田谷の松原校舎1号館は日本学園出身の今井兼次の設計による昭和初期の建築である。国の登録有形文化財に登録されている。

## 交通
- 京王線・京王井の頭線 明大前駅 徒歩5分
- 京王線・東急世田谷線 下高井戸駅 徒歩10分
- 京王井の頭線 東松原駅 徒歩11分
- 小田急線 梅ヶ丘駅 徒歩13分
- 小田急線 豪徳寺駅／東急世田谷線 山下駅 徒歩15分

## 著名な関係者

### 出身者
※前身校の出身者を含む

#### 文化
- 佐佐木信綱（歌人・国文学者）
- 嶋田青峰（俳人・新聞記者）
- 渡辺水巴（俳人 / 中退）
- 横山大観（画家 / 府立一中を経て入学）
- 志田鉀太郎（法学者、明治大学総長 / 同上）
- 岩波茂雄（岩波書店創業者 / 諏訪実科中を経て入学）
- 長谷川如是閑（ジャーナリスト）
- 永井荷風（作家）
- 鏑木清方（画家）
- 鈴木虎雄（漢詩・漢学者 / のち府立一中へ）
- 渋沢元治（工学者、名古屋帝国大学初代総長 / 同上）
- 荒川文六（工学者）
- 森田草平（作家）
- 浅野和三郎（作家、心霊研究家）
- 吉井勇（作家 / 府立一中を経て入学、のち攻玉社へ）
- 寺崎浩（作家）
- 丸山千里（医学者 / 丸山ワクチン開発者）
- 入江啓四郎（国際法学者・ジャーナリスト）
- 荻野久作（医学者 / オギノ式避妊法）
- 塩澤昌貞（早稲田大学第4代学長、第2代総長）
- 今井兼次（建築家）
- 上田敏（文学者）
- 高山樗牛（文芸評論家）
- 甘利俊一（数理工学者・東大教授 / 高校は都立戸山高へ）
- 小川琢治（理学者 / 湯川秀樹の父）
- 朝永三十郎（哲学者 / 朝永振一郎の父）
- 呉文炳（経済学者、日本大学総長）
- 柏原啓一（東北大学教授）
- 杉靖三郎（医博・東京教育大学名誉教授）
- 鈴木隆雄（東京農業大学前学長）
- 関根文之助（文学者、高千穂商科大学学長）
- 竹添秀男（東工大教授）
- 坂本百大（哲学者）
- 福田徳三（経済学者）
- 米川伸一（歴史学者、一橋大名誉教授）
- 八杉貞利（ロシア語学者）
- 松山省三（画家 / 日本初のカフェー「カフェー・プランタン」創業者）
- 中西利雄（画家）
- 西郷孤月（画家）
- 菱田春草（画家）
- 斎藤義重（画家）
- 小畠廣志（彫刻家）
- 山脇洋二（彫金家 / 芸術院賞）
- 佐藤圀夫（画家 / 芸術院賞）
- 鈴木千久馬（画家 / 芸術院賞）
- 山口五郎（尺八奏者 / 人間国宝）
- 吉村公三郎（映画監督）
- 荒井注（俳優、コメディアン、元ザ・ドリフターズメンバー）
- 高田文夫（放送作家）
- 太川陽介（歌手、俳優、タレント）
- 乱一世（タレント）
- 荒木しげる（俳優）
- 鈴木將義（フリーランスライター、デジタルメディア評論家）
- 斎藤工（俳優）
- 岡部冬彦（漫画家）
- 三笑亭夢太朗（落語家）
- 大塚周夫（声優）[8]

#### 官界
- 埴原正直（外務次官、駐米大使 / 山梨尋中を経て入学）
- 永井松三（外務次官、駐独大使 / 高師附属を経て入学）
- 太田政弘（内務省警保局長、警視総監 / 高橋政知の父）
- 荒木貞夫（陸軍大将、東京裁判にて終身刑判決、後釈放）
- 小村欣一（拓務次官、外務省情報部長 (1927) / 小村寿太郎の長男）
- 白鳥敏夫（駐イタリア大使、東京裁判にて終身禁錮刑判決、昭和24年死去）
- 斎藤博（駐米大使 (1933- )）
- 佐分利貞男（外務省条約局長）
- 川村竹治（内務次官、台湾総督、司法大臣）
- 秦豊助（逓信次官、拓務大臣、政友会幹事長 / 府立一中を経て入学）
- 中川正左（鉄道次官（1923年））
- 川村貞四郎（山形県知事、内務官僚、大日本インキ社長 / 愛知二中を経て入学）
- 井上庚二郎（海軍司政長官、駐ハンガリー兼ユーゴ大使）
- 磯田三郎（陸軍中将、特務機関「光機関」長）
- 和仁貞吉（大審院院長）
- 三好達（最高裁判所長官）
- 藤島昭（最高裁判所判事）

#### 政財界
- 吉田茂（内閣総理大臣 / のち数校に在籍）
- 芳沢謙吉（外務大臣 / 高田中学を経て入学）
- 加藤勘十（労働大臣）
- 宮沢胤勇（運輸大臣）
- 大口喜六（衆議院議員、初代豊橋市市長、薬剤師）
- 田中善立（衆議院議員、僧侶）
- 牛島謹爾（カリフォルニア州開拓者、「在米ポテト王」 / のち二松学舎へ）
- 小平浪平（日立製作所創業者）
- 瀬下清（三菱銀行会長）
- 小坂順造（電源開発総裁 / 長野中学を経て入学）
- 菅礼之助（東京電力会長 / 秋田中学を経て入学）
- 佐藤義夫（新潮社社長）
- 千葉一男（王子製紙会長）
- 浅野康介（日本軽金属社長）
- 井上実（東京銀行頭取）
- 藤井健（三井信託銀行会長）
- 三浦勇一（トクヤマ社長）
- 高井昌史（紀伊國屋書店社長、健康保険組合連合会副会長）

#### スポーツ
- 和宇慶勇二（プロボクサー）
- 小原勝郎（マナスル登山隊隊員）
- 小西得郎（元プロ野球監督、元野球解説者 / 三高を経て入学・明大卒）
- 西郷泰之（社会人野球選手、アトランタ五輪日本代表）
- 山口貴之（サッカー選手、元ヴェルディ川崎在籍、アトランタ五輪予選日本代表、1991年度卒業）
- 竹中穣（サッカー選手、元横浜FC在籍、現FC町田ゼルビアヘッドコーチ、1994年度卒業）
- 南陽介（サッカー選手、Khaan Khuns Titem（英語版）在籍、1994年度卒業)
- 尾亦弘友希（サッカー選手、元セレッソ大阪在籍、2001年度卒業）
- 野村政孝（サッカー選手、ロアッソ熊本在籍、2010年度卒業）
- 西山祐貴（柔道家）

### 教職員
- 小野喬（本校講師 / メルボルンオリンピック鉄棒 金メダル）
- 高橋和弘（本校教頭 / 登山家）